# Helena Rasiowa
Helena Rasiowa, właściwie Helena Raś z domu Bączalska (ur. 20 czerwca 1917 w Wiedniu, zm. 9 sierpnia 1994 w Warszawie) – polska matematyczka, profesor Uniwersytetu Warszawskiego (UW) i Polskiej Akademii Nauk (PAN).
Zajmowała się logiką, teorią mnogości, algebrą  – w tym algebrami Boole’a – oraz informatyką teoretyczną. Autorka książki Wstęp do matematyki współczesnej, omawiającej podstawy logiki i teorii mnogości.

## Życiorys
Helena Rasiowa urodziła się w polskiej rodzinie mieszkającej w Wiedniu. Jej ojciec, Wiesław Bączalski, pracował jako specjalista na kolei. Rodzina wróciła do Polski, gdy Polska odzyskała niepodległość w 1918. Osiedlili się w Warszawie, ojciec otrzymał posadę na kolei, a Helena ukończyła szkołę średnią. Dodatkowo uczyła się w szkole muzycznej. Po zakończeniu edukacji w szkole średniej Helena Rasiowa ukończyła kurs zarządzania i biznesu. W 1938 rozpoczęła studia matematyczne na Uniwersytecie Warszawskim, które zmuszona była przerwać po wybuchu II wojny światowej. Po roku spędzonym wraz z rodziną we Lwowie powróciła do Warszawy, gdzie podjęła edukację na tajnych studiach, zorganizowanych przez wykładowców UW (m.in. Karola Borsuka, Jana Łukasiewicza, Andrzeja Mostowskiego). Jej pierwsza praca magisterska, pisana pod kierunkiem Jana Łukasiewicza i Bolesława Sobocińskiego, spłonęła podczas powstania warszawskiego, zaś sama Rasiowa przeżyła je, ukrywając się z matką w piwnicy zrujnowanej kamienicy. Po wojnie krótko pracowała jako nauczycielka matematyki, by za namową Mostowskiego powrócić na studia. Napisała drugą pracę magisterską, tym razem pod kierunkiem Andrzeja Mostowskiego, którą obroniła w 1945. W następnym roku rozpoczęła pracę jako asystent na Uniwersytecie Warszawskim. W 1950 obroniła dysertację doktorską, pisaną także pod kierunkiem Andrzeja Mostowskiego. Praca dotyczyła metod algebraicznych w logice.
W 1956 uzyskała drugi stopień naukowy doktora nauk (odpowiednik doktora habilitowanego). Rok później rozpoczęła pracę jako profesor nadzwyczajny na Uniwersytecie Warszawskim, zaś w1967 Rada Państwa nadała jej tytuł naukowy profesor zwyczajnej. W badaniach naukowych koncentrowała się na algebraicznych aspektach logiki, logice, algebrze, w późniejszym okresie – informatycznych aspektach matematyki, algorytmiki oraz sztucznej inteligencji.
Helena Rasiowa działała w Polskim Towarzystwie Matematycznym, w latach 1955–1957 była jego sekretarzem, zaś w latach 1958–1959 wiceprezeską.
Przez piętnaście lat była dziekanem Wydziału Matematyki, Mechaniki i Informatyki Uniwersytetu Warszawskiego (1958–1960, 1962–1966, 1968–1978), który w tym czasie zmieniał swoje nazwy. Najpierw Wydziału Matematyki i Fizyki UW, a potem, po zmianie nazwy, Wydziału Matematyki i Mechaniki UW oraz od 1975 Wydziału Matematyki, Informatyki i Mechaniki UW. Była delegatką Rady Wydziału do Senatu UW, sekretarzem naukowym Komitetu Nauk Matematycznych PAN, a następnie członkinią Prezydium tego Komitetu.
Helena Rasiowa była nauczycielem akademickim wielu pokoleń studentów oraz naukowców. Wypromowała około 20 doktorów. Większość z nich później została nauczycielami akademickimi w Polsce i za granicą. W szczególności jej doktorantami byli: Michael Bleicher (1961), Vladimir G. Kirin (1966), Andrzej Salwicki (1969), Nguen Cat Ho (1971), Cecylia Rauszer (1971), Ewa Orłowska (1971), Grażyna Mirkowska (1972), Maria Semeniuk-Polkowska (1972), Wiktor Bartol (1973), Antoni Kreczmar (1973), Jerzy Tiuryn (1975), Lech Banachowski (1975), Anita Wasilewska (1975), Michał Krynicki (1976), Bolesław Szymański (1976), Dimiter Vakarelov (1977), Bogdan Sabalski (1977), Halina Przymusińska (1979), Leszek Rudak (1986).

## Życie prywatne
O życiu pozanaukowym Heleny Rasiowej niewiele wiadomo. Wyszła za mąż za Stanisława Rasia. W 1947 urodziła w Milanówku syna Zbigniewa, który poszedł w ślady matki i również zajmował naukowo algebrą (1973 – doktorat Algebraiczne własności semi-programów w maszynach adresowych stałoprogramowych) i informatyką (1987 – tytuł profesora na Uniwersytecie w Północnej Karolinie w Charlotte). Została pochowana na Cmentarzu Powązkowskim w Warszawie.

## Wybrane publikacje
- Mathematics of metamathematics (wspólnie z R. Sikorskim). Wydaw. Nauk. PWN Warszawa 1963, 519 ss.
- Wstęp do matematyki współczesnej. Wydaw. Nauk. PWN Warszawa 2003. ISBN 83-01-13949-8
- Algorithmic logic: lectures notes Simon Fraser University, Canada. „Prace IPI PAN”, tom 281. Instytut Podstaw Informatyki Polskiej Akademii Nauk, Warszawa 1977.
- An algebraic approach to non-classical logics. „Studies in Logic and the Foundations of Mathematics”, tom 78. Wydaw. Nauk. PWN – North-Holland, Warszawa – Amsterdam 1974

## Odznaczenia i nagrody
- Nagroda Państwowa I stopnia (1984)
- Nagrody resortowe I stopnia (1965 – zespołowa), II stopnia (1969), I stopnia (1974)
- Nagroda Polskiego Towarzystwa Matematycznego im. Stefana Mazurkiewicza (1963)
- Krzyż Oficerski Orderu Odrodzenia Polski
- Krzyż Kawalerski Orderu Odrodzenia Polski
- Medal 30-lecia Polski Ludowej
- Medal 40-lecia Polski Ludowej
- Odznaka tytułu Zasłużony Nauczyciel PRL
- Złota Odznaka honorowa „Za Zasługi dla Warszawy”